# 慕舆龙
慕舆龙（?—?），十六国前燕大臣，官至侍中。
前燕兴起于龙城（今辽宁省朝阳市）。慕容廆奠基，其子慕容皝称燕王。352年，慕容皝之子慕容儁灭冉魏占据中原，定都邺城（今河北省临漳县）。364年，慕容儁之子慕容暐派侍中慕舆龙去到了龙城，将祭祀祖先的宗庙以及所留下来的百官全都迁徙到邺城。前燕的国都完全迁移到邺城。